# NGC 3478
NGC 3478 is een balkspiraalstelsel in het sterrenbeeld Grote Beer. Het hemelobject werd op 5 februari 1788 ontdekt door de Duits-Britse astronoom William Herschel.

## Synoniemen
- UGC 6069
- MCG 8-20-59
- ZWG 241.51
- IRAS 10565+4623
- PGC 33101